# جانفرانکو بلینی
جانفرانکو بلینی (ایتالیایی: Gianfranco Bellini؛ ‏ ۱۰ ژوئیهٔ ۱۹۲۴ – ۹ اوت ۲۰۰۶) یک هنرپیشه و صداپیشه اهل ایتالیا بود.
از فیلم‌های او می توان به گل‌های سنت فرانسیس و آلونسانفان اشاره کرد.

## مرگ
بلینی پس از یک بیماری طولانی در رم درگذشت. 